# Pyrellia secunda
Pyrellia secunda är en tvåvingeart som beskrevs av Zimin 1951. Pyrellia secunda ingår i släktet Pyrellia och familjen husflugor. Inga underarter finns listade i Catalogue of Life.